# Нидербаххайм
Нидербаххайм (нем. Niederbachheim) — община в Германии, в земле Рейнланд-Пфальц. 
Входит в состав района Рейн-Лан. Подчиняется управлению Настеттен.  Население составляет 263 человека (на 31 декабря 2010 года). Занимает площадь 2,93 км².